# Virginia Marta Velásquez
Virginia Marta Velásquez (San Pedro de Tutule, departamento de La Paz, Honduras, 7 de octubre de 1947) Tras décadas de trabajo en defensa de los derechos de las mujeres y de apoyo a las víctimas de violencia, el 27 de septiembre de 2019 recibió el Premio Hillary Clinton 2019 por el Avance de las Mujeres en Paz y Seguridad de la Universidad de Georgetown Entre sus principales logros figura la aprobación de la Ley Contra la Violencia Doméstica en 1997.

## Biografía
Virginia Marta Velásquez (también conocida como Marta Peñalba o Marta la de la López) es hija de una mujer indígena lenca y fue criada por su tía paterna, Orisela Peñalba y su abuela Emma Urbizo hasta que a los 14 años emigró de su ciudad natal, San Pedro de Tutule, a las ciudades de Comayagua primero y Tegucigalpa después como trabajadora doméstica. Posteriormente se trasladó a San Pedro Sula, en el norte de Honduras, donde a la edad de 23 años comenzó a organizar a las mujeres de su comunidad en contra del machismo y la violencia generalizada contra mujeres y niñas.

## Contexto de violencia contra las mujeres en Honduras
Honduras es uno de los países del mundo más peligrosos para las mujeres. En 2018 fueron asesinadas 383 mujeres, más de una al día en un país con una población de 9.012.229 habitantes. Ese mismo año 2.598 mujeres fueron víctimas de delitos sexuales y en el 59% de los casos las víctimas fueron menores de quince años. Existe también un número indeterminado de desaparecidas.
Un 27% de las mujeres con edades entre 15 y 49 años declaran haber sufrido al menos una vez en su vida violencia física.
La sensación de impunidad es una de las principales causas del problema, con un 96% de los asesinatos sin resolver.
Más allá de las cifras, el 17 de abril de 2019 The New York Times publicó un estremecedor reportaje en el que describía la crueldad y el ensañamiento que se produce en gran parte de los feminicidios. El trabajo de la periodista Sonia Nazario, ganadora del premio Pulitzer, incluyó entrevistas a víctimas y familiares, además de exponer posibles vínculos de las autoridades policiales con el crimen organizado.

## Activismo
Virginia Marta Velásquez fue fundadora de tres movimientos que promueven el empoderamiento de la mujer y sus derechos: Movimiento de Mujeres de la Colonia López Arellano y Aledañas (MOMUCLAA), Foro de Mujeres por la Vida y el Movimiento de Jóvenes de la Colonia López Arellano y Aledaños (MODEJCLAA).
MOMUCLAA fue fundado en 1992, en uno de los sectores con mayor violencia del municipio de Choloma, departamento de Cortés, en el norte de Honduras (kk). La iniciativa surgió cuando la activista belga Daniela Mangelschots, quien murió en Honduras tras décadas de trabajo en defensa de los derechos laborales, le sugirió que asistiera a una reunión de mujeres en el Capitolio, para lo que debería prepararse primero. Marta junto con una amiga comenzó a estudiar los derechos jurídicos de la mujer y posteriormente comenzaron ellas mismas a capacitar a otras mujeres sobre autoestima, educación sexual y el ciclo de violencia doméstica.
Mucho antes de que se promulgasen las leyes que penalizan la violencia doméstica, ellas se organizaron para advertir a los agresores cuanto tenían conocimiento de un caso de violencia de género.
Marta Velásquez promovió las leyes contra la violencia doméstica a través de la Oficina Municipal de la Mujer en Choloma. El MOMUCLAA contribuyó a reunir las 50.000 firmas necesarias para presionar al congreso hondureño para que aprobara dicha ley, que finalmente se promulgó en 1997.
Entre las actividades de apoyo a las mujeres que desarrolla habitualmente la organización fundada por Marta Velásquez se encuentran:
- Ofrecer asistencia legal y psicológica a las mujeres sobrevivientes de violencia, incluida la presentación de denuncias y órdenes de restricción y la presentación de solicitudes de asilo.
- Ayudar a las mujeres que quieren solicitar asilo en Estados Unidos con la documentación y trámites necesarios.
- Presionar a las autoridades para mejorar los servicios comunitarios, como agua potable, parques infantiles, puentes peatonales, etc.
- Mediar en conflictos comunitarios, colaborar con centros de salud, ayudar a financiar centros de cuidado infantil y escuelas nocturnas, y encuentran soluciones a la inacción del gobierno.
- Empoderar a las mujeres a través de capacitaciones sobre los derechos de la mujer, igualdad de género, autoestima y educación sexual.

En el Encuentro Internacional Centroamericano “Las mujeres en la reconstrucción” celebrado en Tegucigalpa en 1999 tras el devastador huracán Mitch, Marta Velásquez presentó su propuesta “Ejercer el poder para la equidad”  donde planteó 75 medidas para la reconstrucción y transformación nacional de Honduras considerando como eje central la equidad de género.

## Reconocimientos
- EE. UU. (2019)- Premio Hillary Rodham Clinton 2019 por el Avance de las Mujeres en Paz y Seguridad del Instituto de Georgetown para las Mujeres, Paz y Seguridad.[13]